# Little Willie
Il Little Willie può essere considerato il progenitore di tutti i veicoli corazzati da combattimento, è il primo prototipo di carro armato nella storia, progettato e costruito tra luglio e settembre 1915; esso rappresenta la base per i successivi carri inglesi Mark I.

## Number 1Lincoln Machine
Il Little Willie fu progettato a partire dal luglio 1915 dal Landships Committee di fronte alla richiesta del governo britannico per un veicolo corazzato in grado di scavalcare trincee profonde almeno 5 piedi, tentando in questo modo di riprendere una guerra di movimento sul fronte occidentale.
Dopo diversi fallimenti progettuali, il 22 luglio a William Ashbee Tritton, direttore della società di macchine agricole William Foster & Company di Lincoln, fu richiesto di costruire un veicolo corazzato con trazione cingolata, proposto dall'ingegner William Rigby.
In data 11 agosto 1915 ne cominciò quindi la costruzione; il 16 agosto Tritton con l'aiuto del tenente Walter Gordon Wilson, decise di montare in coda due ruote in guisa di timone, per migliorarne le manovre di sterzatura, e il 9 settembre il prototipo Number 1, fece la sua prima prova nel cortile della Fonderia di Wellington. Dal primissimo collaudo fu subito individuato il primo problema: l'impronta dei cingoli al terreno era troppo massiccia e "piatta", ciò che impediva adeguati movimenti di sterzata; vennero così modificate le sospensioni in modo tale da incurvare l'andamento dei cingoli e diminuirne l'impronta al suolo.

## Descrizione

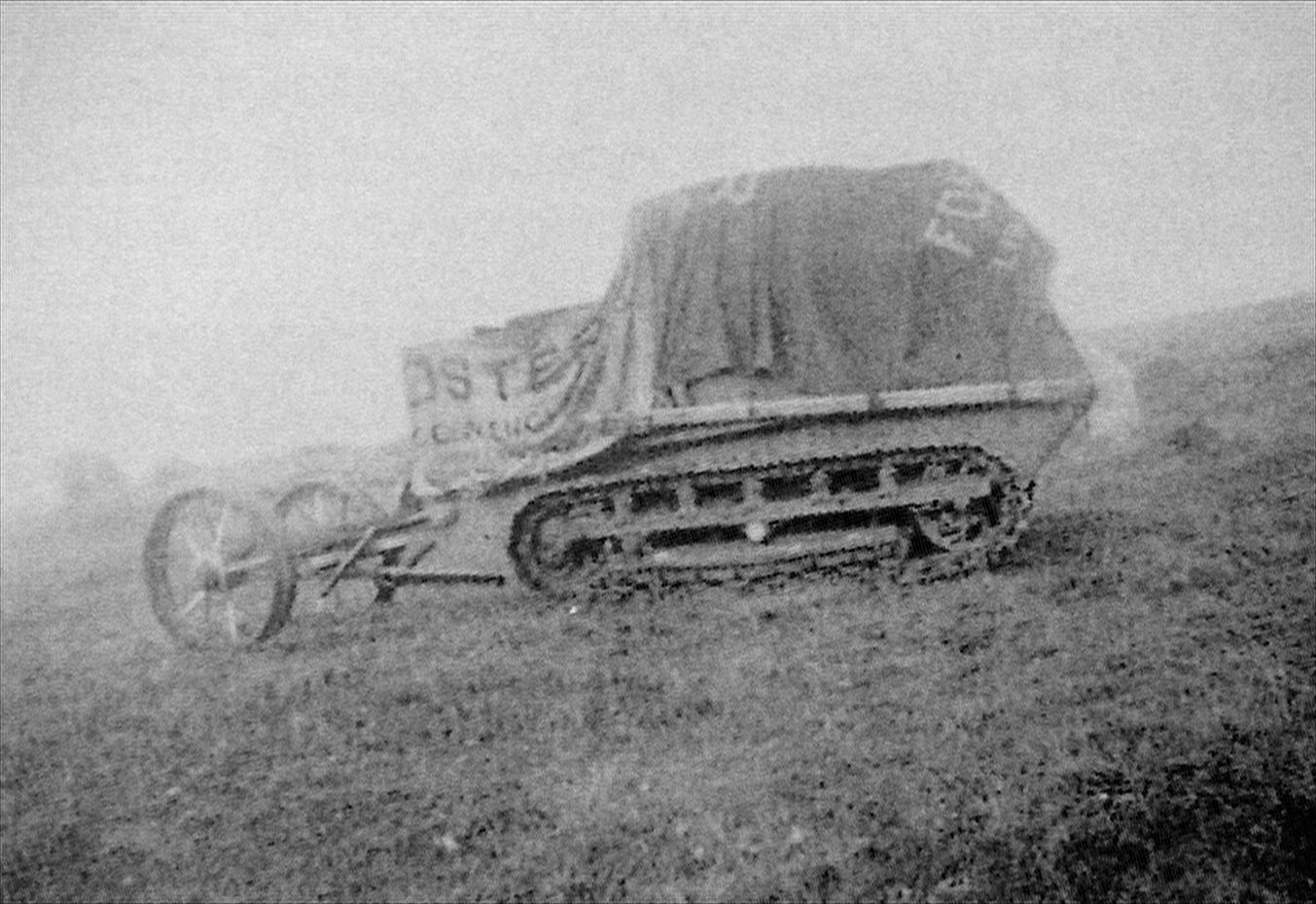
Il Number 1 in prova nel settembre 1915, con le sospensioni originali

Il carro era alimentato da un motore Daimler da 105 cv, con due serbatoi di benzina, posizionati nella parte posteriore, lasciando uno spazio minimo ai serventi della torretta. Infatti il prototipo fu dotato di una torretta girevole armata con sei mitragliatrici Madsen e un cannoncino da 2 libbre Vickers che occupavano parecchio spazio.
La maggior parte dei componenti meccanici, compreso il radiatore, furono presi da quelli del trattore d'artiglieria pesante Foster-Daimler. L'equipaggio di 6 uomini sarebbe stato così suddiviso: due uomini impegnati nell'azionamento del cambio, due serventi per le armi, il comandante e l'osservatore. La velocità massima è stata indicata da Tritton a non più di due miglia all'ora (circa 3,2 km/h). Il veicolo non aveva una vera corazzatura d'acciaio, lo scafo era formato da diverse placche in metallo saldate insieme spesse al massimo 10 mm.

## Little Willie e Big Willie
Ma gli sviluppi del carro non soddisfecero il tenente Wilson; dopo alcune modifiche progettuali, il 17 agosto iniziò la costruzione di un prototipo migliorato, conosciuto più tardi come "His Majesty's Land Ship" (HMLS) Centipede  o Mother, un mezzo a struttura romboidale, con due cingoli "avvolgenti" con le due ruote posteriori conservate, ma modificate in robustezza; ma la modifica maggiore fu la soppressione della torretta, a favore di due sponsons ai lati da cui uscivano gli armamenti.
Il Number 1 di Lincoln fu completamente rivisto, allungato di 90 cm, fu testato più duramente e al contrario del predecessore, fu subito più promettente; la prima versione fu ribattezzata Little Willie, il nome usato dalla stampa britannica per deridere il principe ereditario Guglielmo di Germania, mentre la seconda Big Willie ad indicare invece il Kaiser Guglielmo II.
Anche se non fu mai visto in combattimento, il Little Willie fu un importante passo avanti nella tecnologia militare, essendo il primo prototipo di carro armato completato (in quanto lo sviluppo dell'analogo francese Schneider CA1 iniziò prima, nel gennaio 1915, ma il suo primo prototipo reale fu ultimato solo nel mese di febbraio 1916).

## Oggi
L'unico esemplare visibile del Little Willie è oggi esposto al Bovington Tank Museum; anche se essenzialmente è uno scafo vuoto, privo di motore e trasmissione ma con alcune finiture interne.